# Нэш, Джон (архитектор)
Джон Нэш (англ. John Nash; 18 января 1752, Ламбет, Суррей — 13 мая 1835[…], East Cowes Castle, Юго-Восточная Англия) — британский архитектор, представитель позднего английского классицизма конца XVIII — начала XIX века, или позднегеоргианского стиля, и стиля Регентства. «Архитектор-романтик, он был также одним из создателей „живописного стиля“, или стиля „пикчуреск“, в архитектуре и садово-парковом искусстве, увлекался искусством Китая и архитектурой неоготики. В русле движения историзма стремился к осуществлению идей „единения искусств“ (нем. Gesamtkunstwerk)».

## Биография
Нэш родился в 1752 году, вероятно, в Ламбете, на юге Лондона. Его отец, которого также звали Джон Нэш (1714—1772) был плотником-монтажником. С 1766 или 1767 года Нэш-младший обучался у архитектора сэра Роберта Тейлора. Ученичество было завершено в 1775 или 1776 году. Вначале Нэш работал геодезистом, плотником и строителем. Затем, в 1777 году, он основал собственную архитектурную практику, а также был партнёром торговца древесиной Ричарда Хевисайда. У Джона и его жены Джейн Элизабет Керр, дочери хирурга, было двое детей.
Окончив курс обучения, Джон Нэш уехал в Уэльс, где занялся предпринимательской деятельностью, однако его деловая карьера была недолгой и неудачной. 30 сентября 1783 года он был объявлен банкротом. После этого он вернулся к работе архитектора по найму. После нескольких лет работы над загородными домами в 1792 году вернулся в Лондон. Уехал из Лондона в 1784 году, чтобы жить в Кармартене, на юго-западе Уэльса.
В Херефорде Нэш познакомился с Ричардом Пэйном Найтом, знатоком искусств, автором теории «живописного» (picturesque) применительно к архитектуре и ландшафту, оказавшей существенное влияние на архитектора.
Творчество Нэша привлекло внимание принца-регента (будущего короля Георга IV). В 1806 году Нэш был назначен архитектором Генеральной инспекции деревьев, лесов, парков и охотничьих угодий (Surveyor General of Woods, Forests, Parks, and Chases). Нэш также был директором компании «Regent’s Canal Company», созданной в 1811 году для обеспечения канала, соединяющего западный Лондон с рекой Темзой на востоке. Генеральный план Нэша предусматривал, что канал будет проходить вокруг северной окраины Риджентс-парка. Как и в случае с другими проектами, он оставил его выполнение одному из своих помощников, в данном случае Джеймсу Моргану. Первая фаза Риджентс-канала была завершена в 1816 году, строительство закончено в 1820 году.

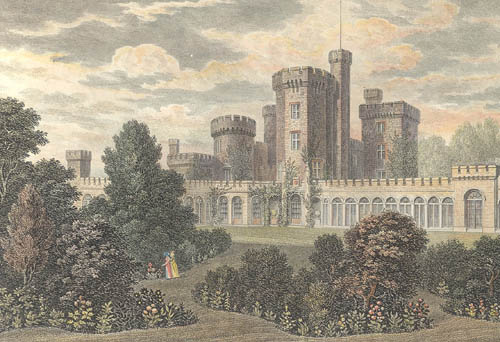
Ист-Каус Кэстл. Остров Уайт. 1798—1802

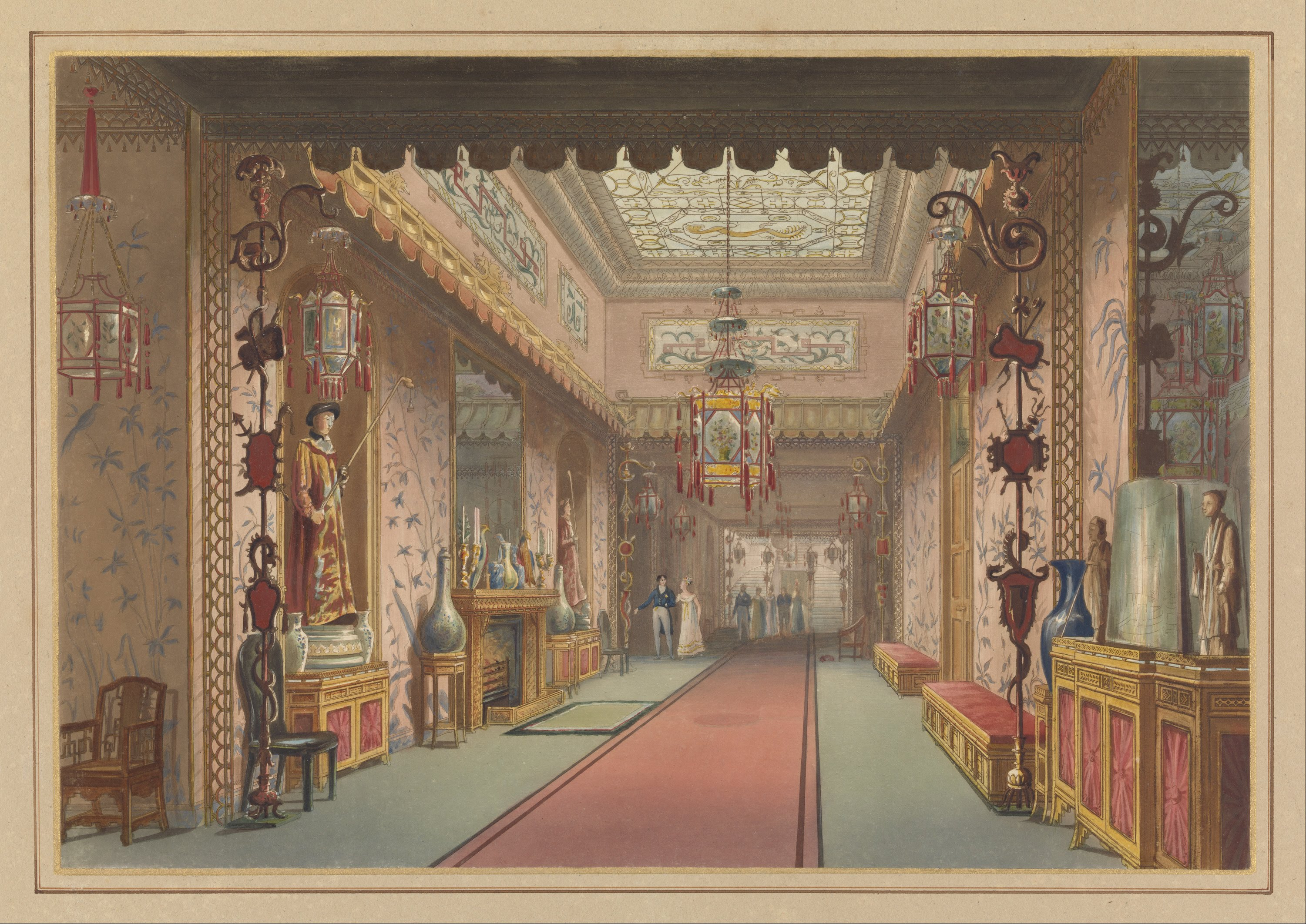
Китайская галерея Королевского дворца в Брайтоне. 1820. Офорт, акватинта, акварель. Смитсоновский институт, Нью-Йорк

В 1813 году вместе с Робертом Смёрком и сэром Джоном Соуном Нэш стал официальным архитектором Управления работ (Office of Works) в Лондоне (хотя назначение длилось до 1832 года). После смерти в сентябре того же года архитектора Джеймса Уайетта Нэш стал первым архитектором столицы. Он участвовал в постройке Королевского оперного театра (1816—1818), Королевского театра Хеймаркет (1821) с его прекрасным шестистильным портиком коринфского ордера, который сохранился до настоящего времени.
Чтобы поправить свои финансы, Джон Нэш завёл знакомство с лондонским финансистом и застройщиком Джеймсом Бёртоном (1761—1837), который согласился ему покровительствовать. Бёртон принял на себя ответственность за социальное и финансовое обеспечение большинства лондонских проектов Нэша. Нэш был сторонником неоклассицизма, одобренного Соуном, хотя он и потерял интерес к простым каменным зданиям, типичным для раннегеоргианского стиля, и выступал за обильное использование декора. В 1821 году Бёртон основал собственное архитектурное бюро.
Карьера Нэша фактически закончилась со смертью короля Георга IV в 1830 году. Пресловутая расточительность короля вызывала большое негодование, и Нэш остался без защитника. Его противники, среди которых был и герцог Веллингтон, сделали всё, чтобы отстранить архитектора от деятельности в комиссии по реконструкции Букингемского дворца. Нэш больше не получит официальных заказов и не будет удостоен рыцарского звания, которое получили другие архитекторы, его современники, такие как Джеффри Вяттвилл, Джон Соун и Роберт Смёрк. Нэш вынужден был удалиться в своё поместье в Ист-Каус на острове Уайт, где и умер в 1835 году.
Его похороны состоялись 20 мая в церкви Сент-Джеймс, где был сделан памятник в виде каменного саркофага. Его вдова, чтобы погасить долги Нэша (около 15000 фунтов стерлингов; 1,97 миллиона фунтов стерлингов в деньгах 2020 года), провела распродажу имущества, в том числе трёх картин У. Тёрнера, написанных на острове Уайт, четырёх — Бенджамина Уэста и несколько копий картин старых мастеров. Его книги, медали, рисунки и гравюры были куплены книготорговцем по имени Эванс за 1423 фунта стерлингов. Сам замок был продан за 20 000 фунтов стерлингов Генри Бойлу, 3-му графу Шеннону, в течение года. Вдова Нэша удалилась в поместье, которое Нэш завещал ей в Хэмпстеде, где она жила до своей смерти в 1851 году. Была похоронена вместе с мужем на острове Уайт.

## Архитектурная деятельность
Одним из важных достижений Нэша было возведение серии загородных домов среднего размера, которые он проектировал в Уэльсе, наподобие вилл его учителя сэра Роберта Тейлора. Большинство этих вилл имеют квадратный план с небольшим вестибюлем и смещённой в одну сторону лестницей, вокруг которой размещены основные помещения.
В 1792 году Джон Нэш стал сотрудничать с ландшафтным архитектором Хамфри Рептоном. Один первых совместных проектов: Коршам-Корт (1795—1796). Партнёрство закончилось в 1800 году из-за разногласий и взаимных обвинений.
В 1798—1802 годах Джон Нэш построил замок Ист-Каус (East Cowes Castle) на острове Уайт в качестве собственной резиденции. Это был первый из серии «живописных готических замков» (picturesque Gothic castles), которые он спроектировал. В 1819—1823 годах Нэш построил несколько частных домов в Лондоне на Риджентс-стрит, недалеко от Ватерлоо-Плейс, они образовывали единый ансамбль вокруг открытого двора.
В 1811 году Джон Нэш получил от принца-регента задание разработать план застройки местности в Лондоне, позже получившей название Мэрилбон-парка. Составленный Нэшем план был реализован к 1818 году. Этот проект включает в себя планировку и застройку Риджент-стрит, Риджентс-парка и прилегающих к нему улиц: так называемых «террас» элегантных таунхаусов и вилл (1809—1832). Нэш продолжил перепланировку парка Сент-Джеймс (1814—1827), преобразовав канал в озеро и придав парку его нынешний вид. В северном конце улицы Портленд-Плейс Нэш спроектировал «Кресчент», или «Парк Полумесяцем» (Park Crescent; 1812 и 1819—1821), — здания, образующие полукруг. Вначале ансамбль был задуман как «круг», который бы назывался «Regent’s Circus», но вместо этого к северу была построена Парковая площадь. «Кресчент» выходит на Парк-сквер (1823—1824), у него есть террасы только на востоке и западе, север открывается в Риджентс-парк. Террасы, которые Нэш спроектировал вокруг Риджентс-парка, хотя и соответствуют более ранней композиции, разработанной Джоном Вудом Старшим, не похожи на более ранние примеры и являются вполне оригинальными.
Став придворным архитектором, Нэш спроектировал ещё множество зданий и сооружений. По его проектам созданы Сент-Джеймс-Парк, комплекс Трафальгарской площади и Мраморная арка.
В 1815—1822 годах Джон Нэш перестроил в стиле «пикчуреск» Королевский павильон в Брайтоне. К 1822 году Нэш закончил работу над бывшим Морским павильоном, который был преобразован в Королевский павильон, построенный в «индо-сарацинском стиле». Внешний вид этого причудливого здания основан на архитектуре Великих Моголов. Внутреннее убранство характерно соединением индийских, мавританских и китайских мотивов, или шинуазри, типичных для колониального стиля времён регентства принца Георга. В этой экзотической постройке эклектика и следование модному тогда сарацинскому, или мавританскому, стилю, соединялись с конструктивными новациями технического века. Огромный луковичный купол с необычными по форме окнами сделан на чугунном каркасе с облицовкой медными листами. Декор интерьеров был также создан из кованного и литого металла, с окраской маслом «под старину». Интерьеры в стиле шинуазри в значительной степени являются работой Фредерика Крейса.
Нэш также руководил реконструкцией Букингемского дворца, после которой этот дворец стал резиденцией королевской семьи.

## Помощники и ученики
Нэш не проектировал все здания сам. В некоторых случаях они оставались в руках других архитекторов. У Нэша было много учеников и помощников, таких как Джеймс Пеннеторн и молодой Децимус Бёртон; сыновья Хамфри Рептона: Джон Адей Рептон и Джордж Стэнли Рептон; Энтони Салвин; Джон Фулон (1772—1842); Огастес Пьюджин; Ф. Х. Гринуэй; Джеймс Морган; Джеймс Пеннеторн; Джордж Ричард Пейн.

## Галерея

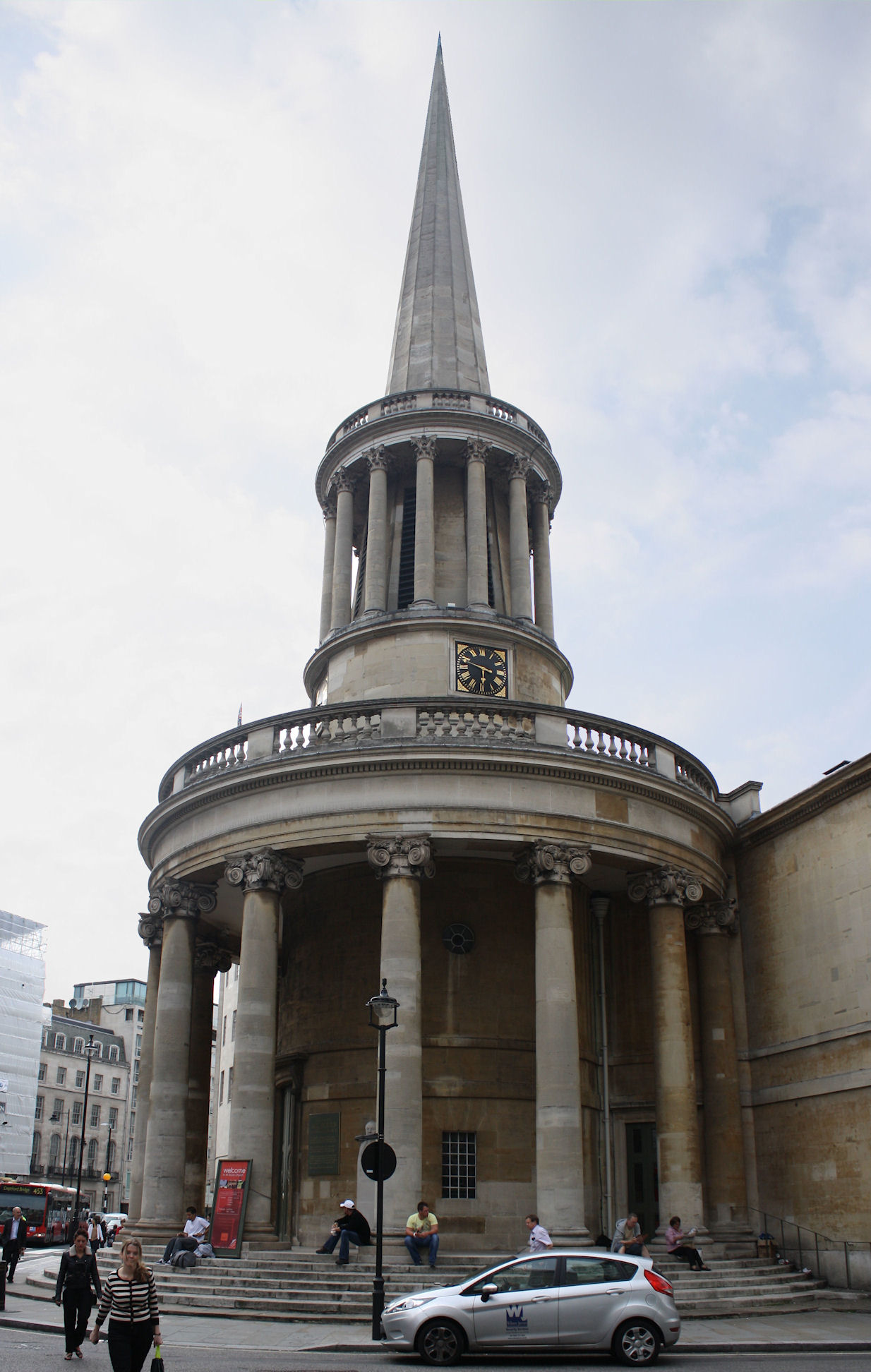
Церковь Всех душ, Лэнгхэм-плейс. 1824. Лондон
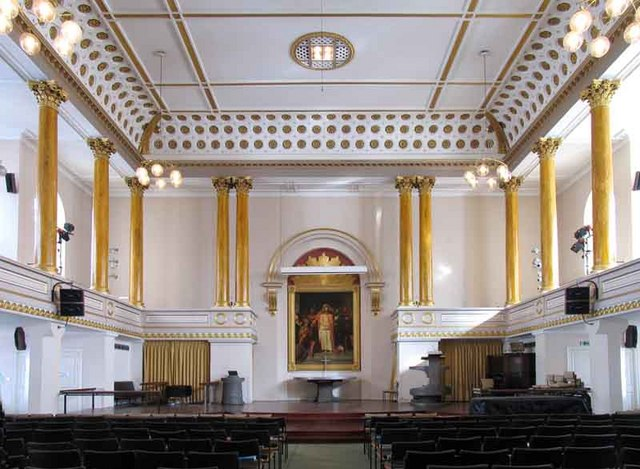
Интерьер церкви
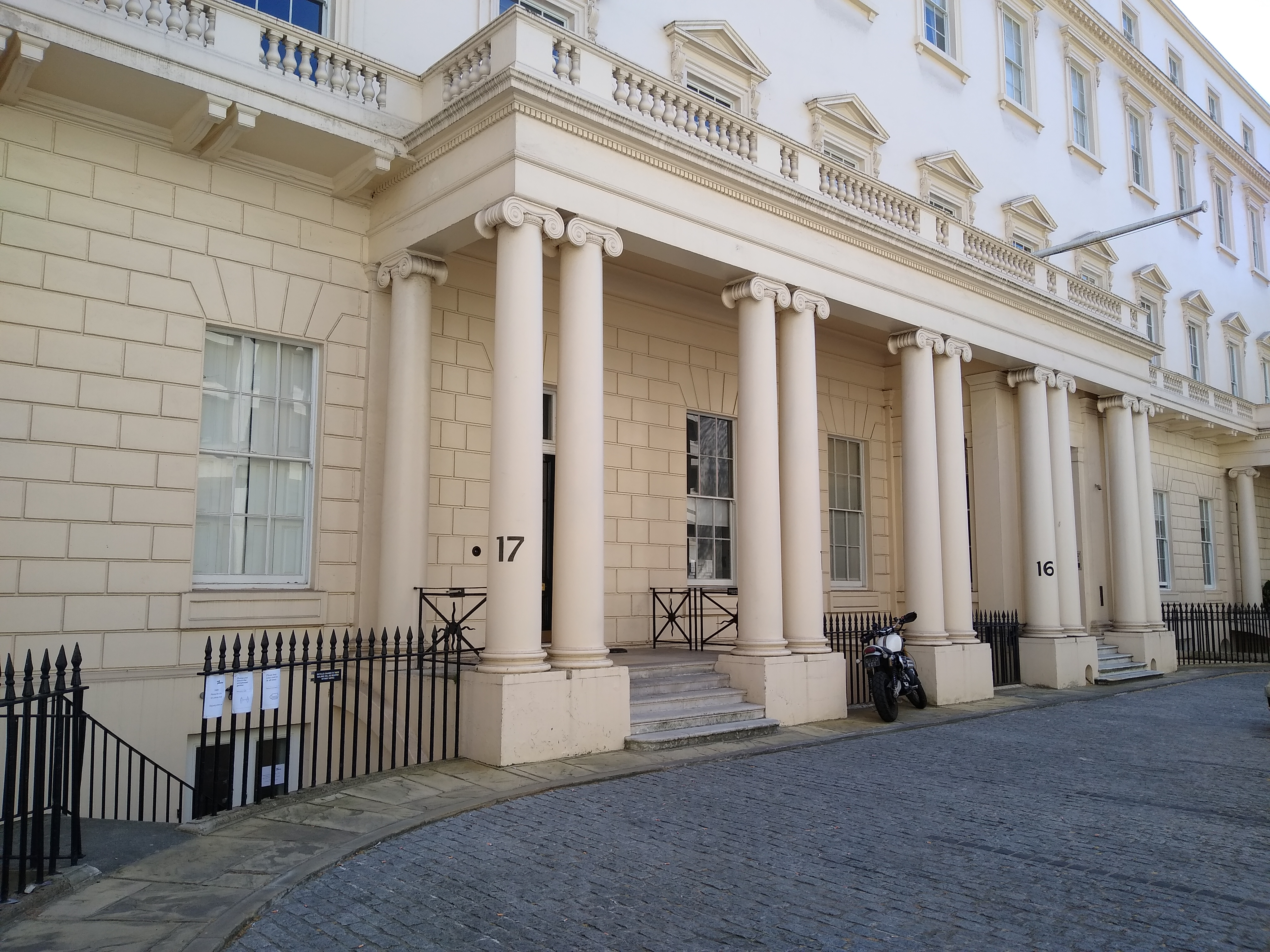
Терраса Карлтон-хаус. Вестминстер. 1827–1832
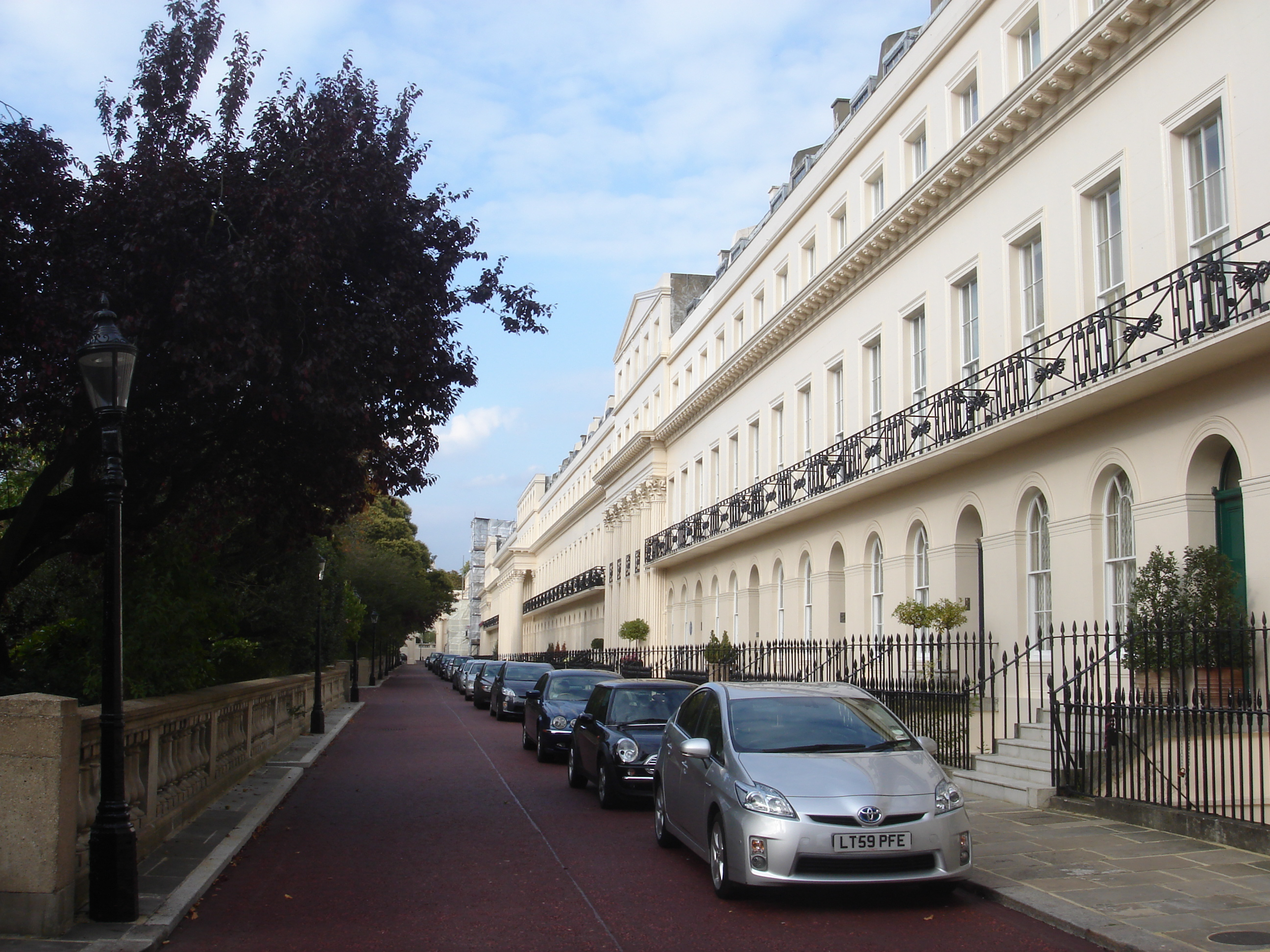
Терраса Честер. Риджентс-парк. 1825
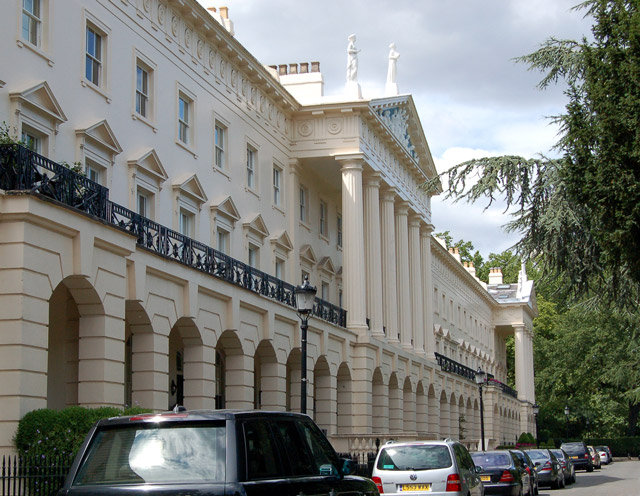
Терраса Гановер. Риджентс-парк. 1822
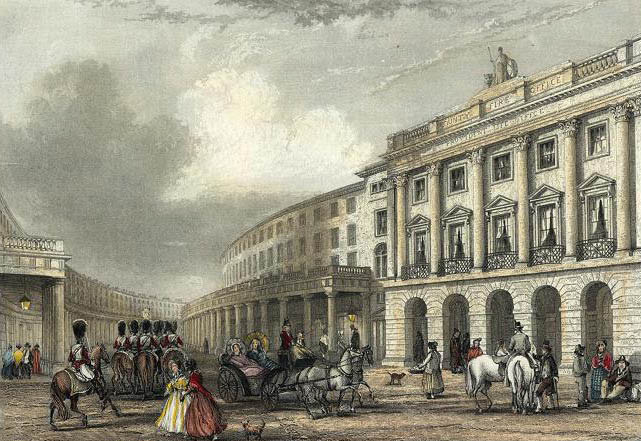
«Квадрант» Риджентс-стрит. Вид от Пикадилли. Лондон. Цветная литография 1837 г.
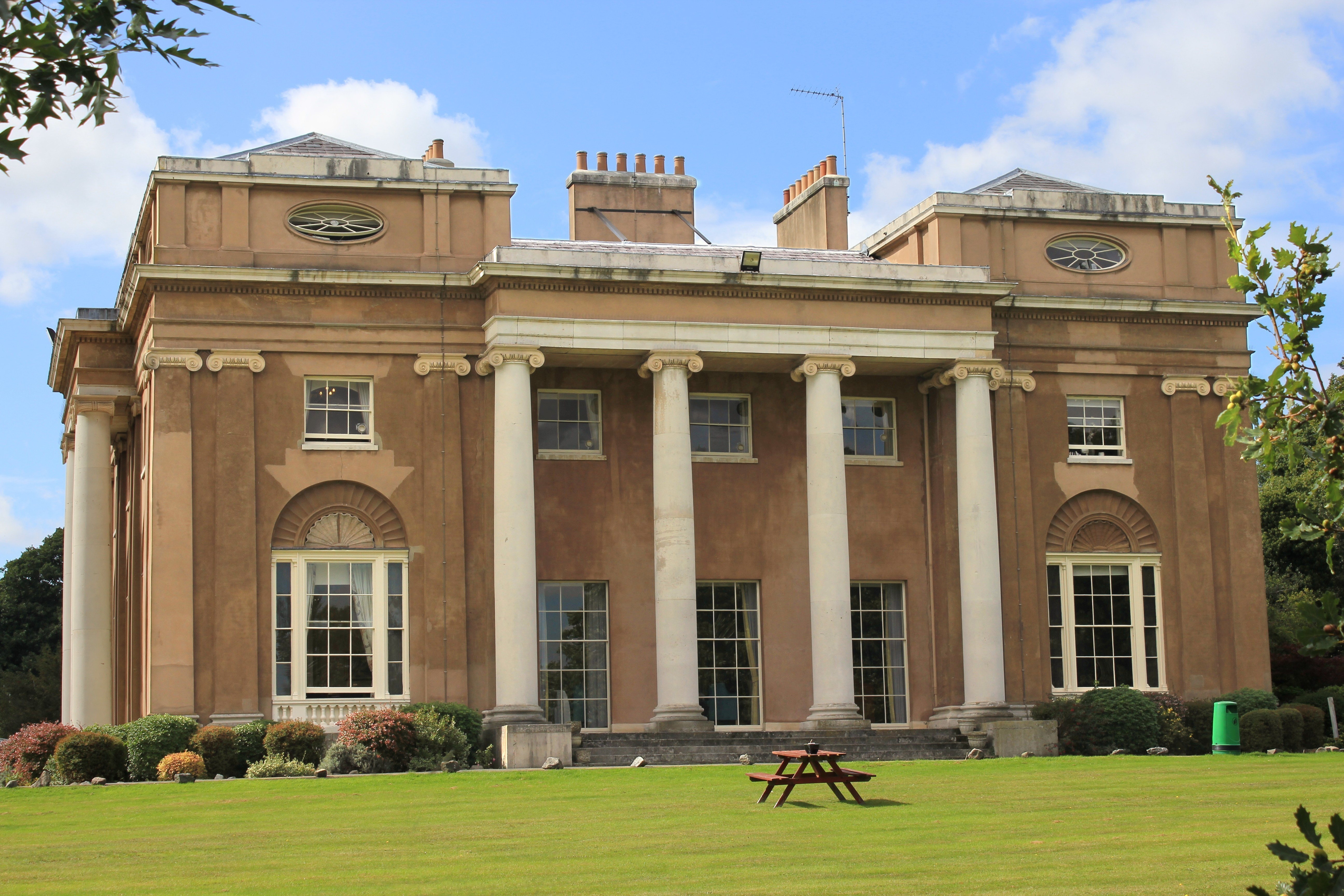
Гроувлэнд-хаус. Саутгейт, Северный Лондон. 1797
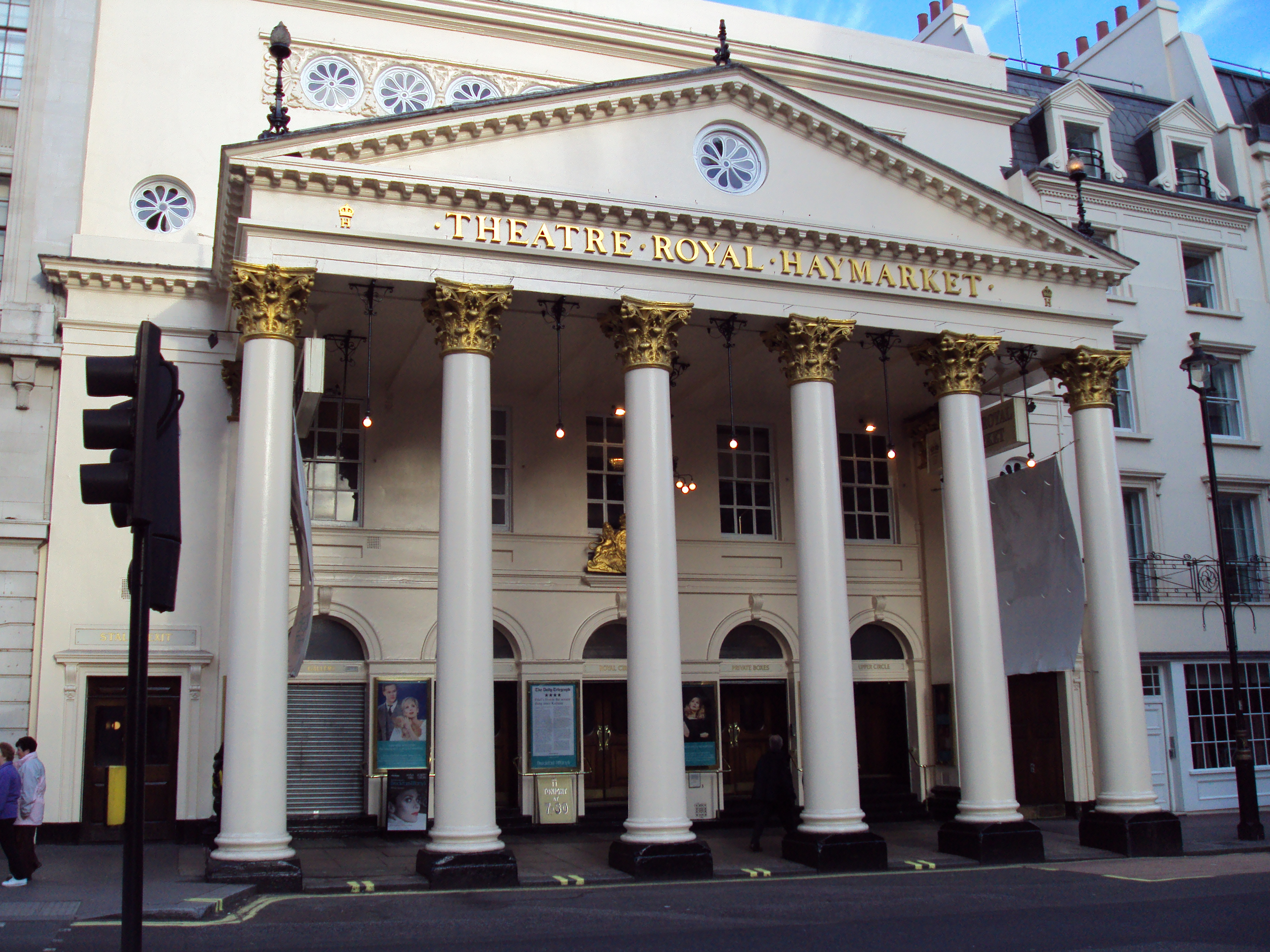
Королевский Хеймаркет театр. Вестминстер. 1821
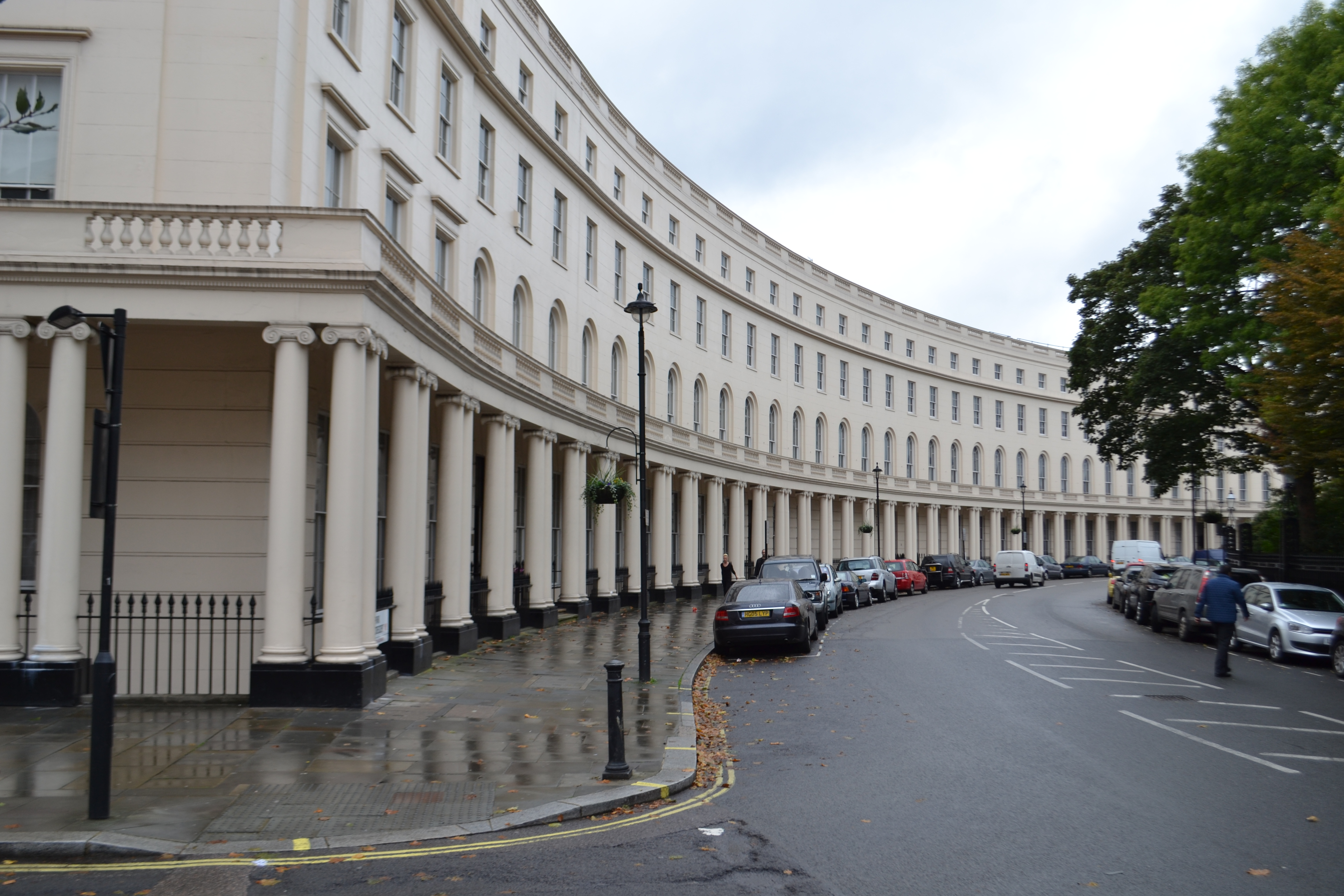
Кресчент-парк. Лондон. 1812—1821
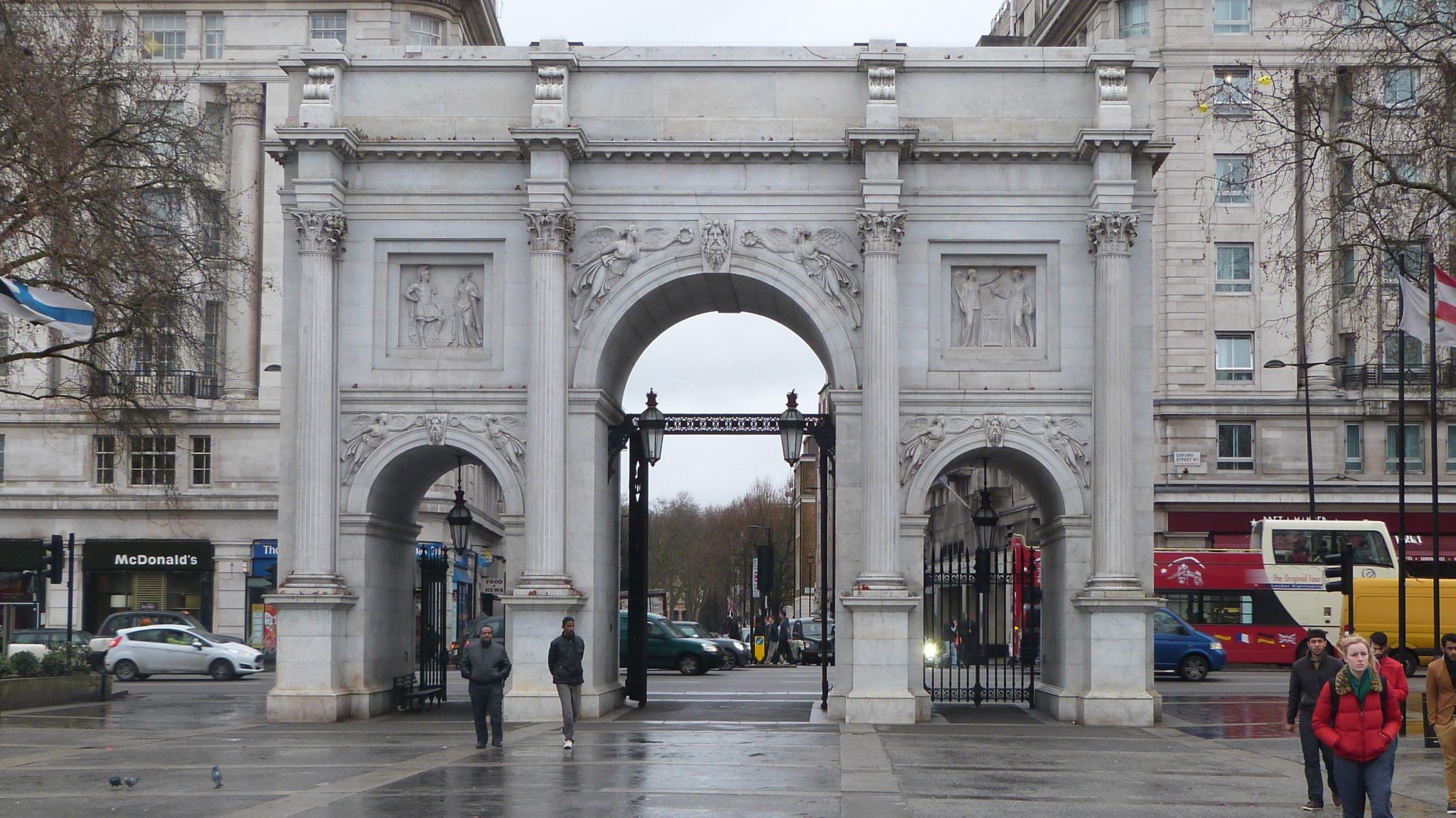
Мраморная арка. 1827-1828. Гайд-парк, Вестминстер
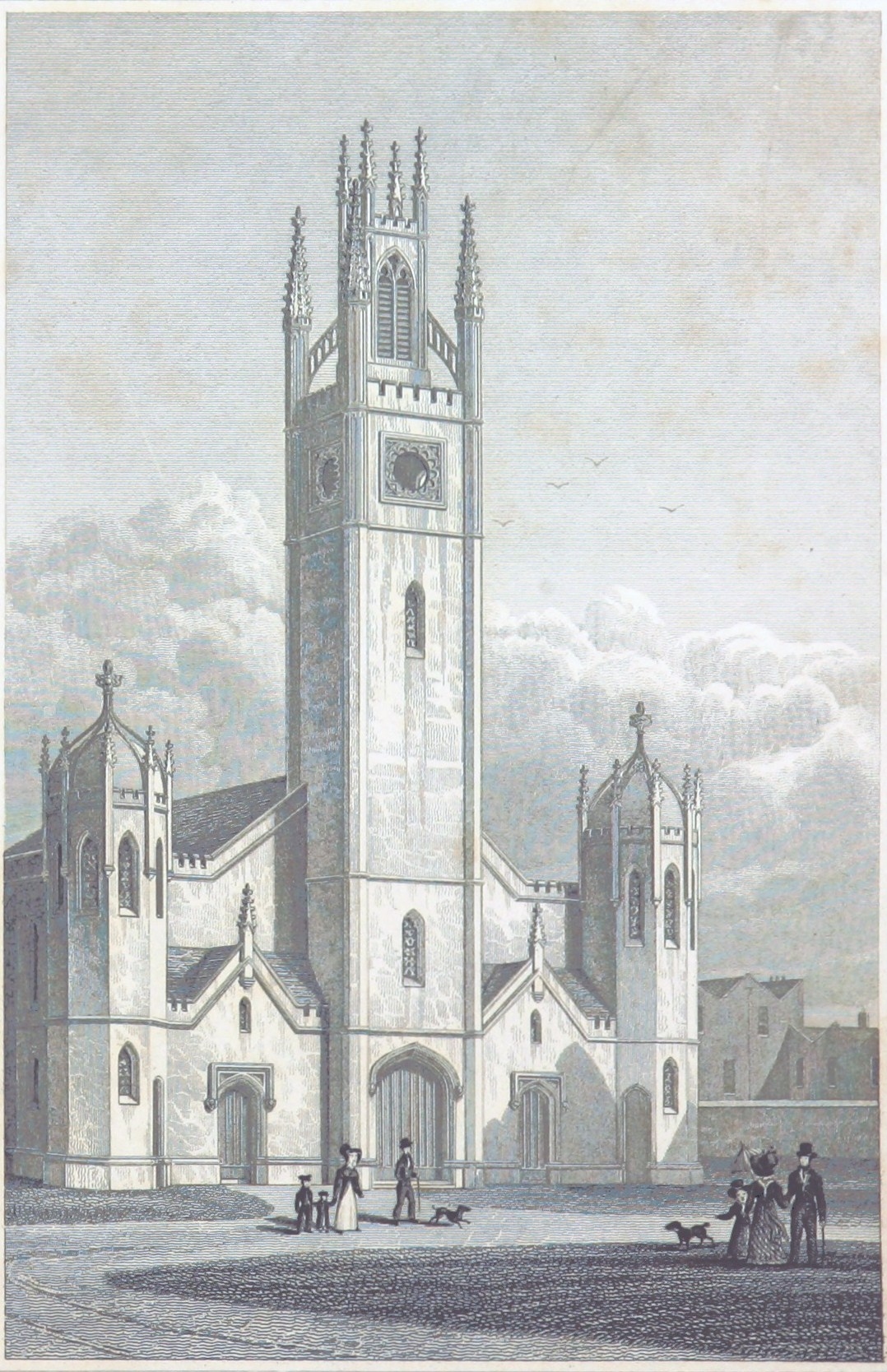
Церковь Сент-Мэри. 1827. Лондон. Разрушена в 1941 г. Гравюра 1828 г.
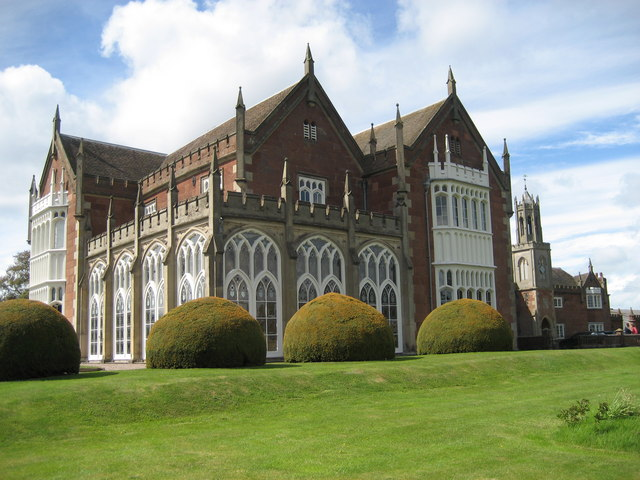
Лонгнер-холл. 1803. Планировка парка Г. Рептон
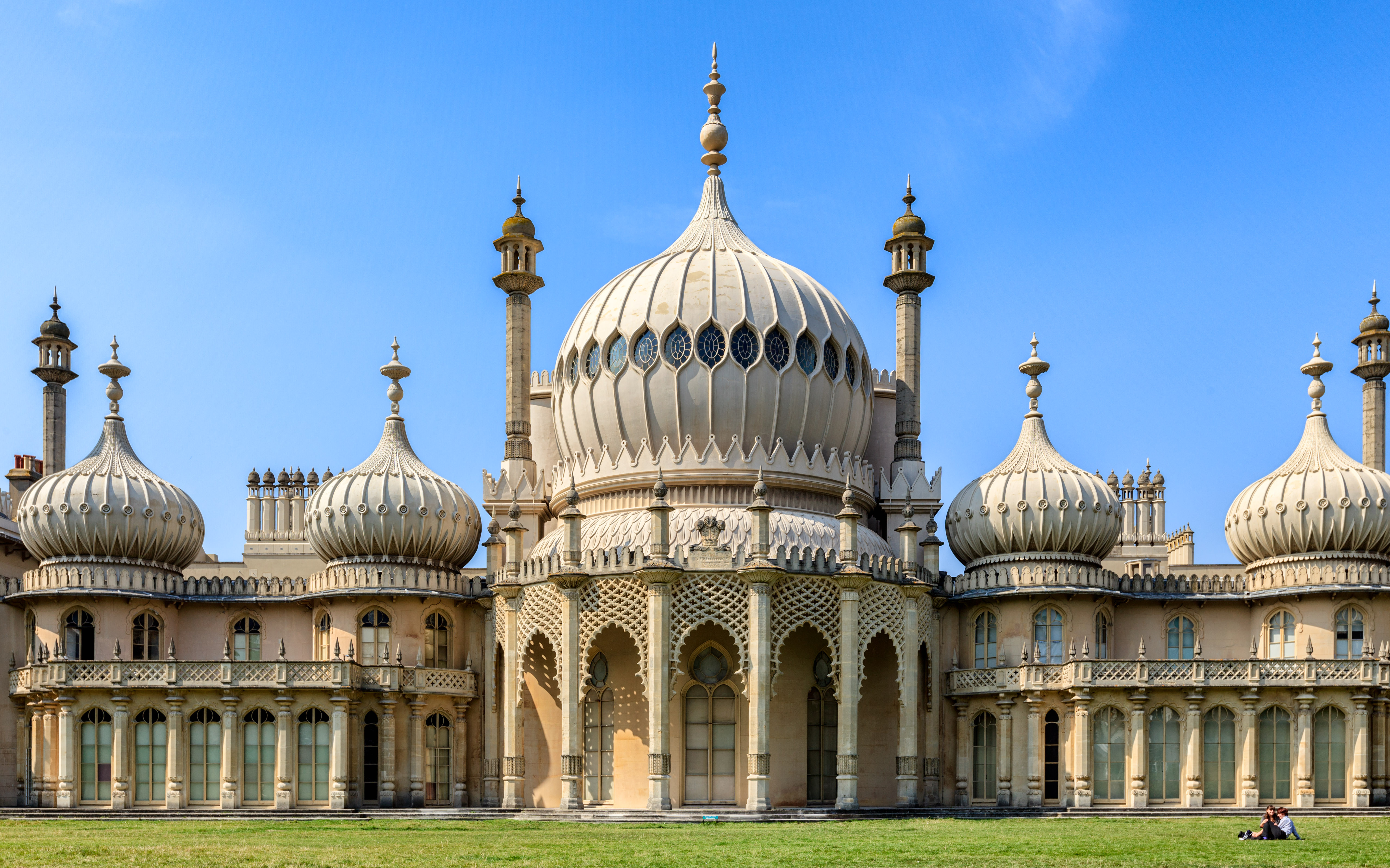
Королевский павильон. 1815—1822. Брайтон
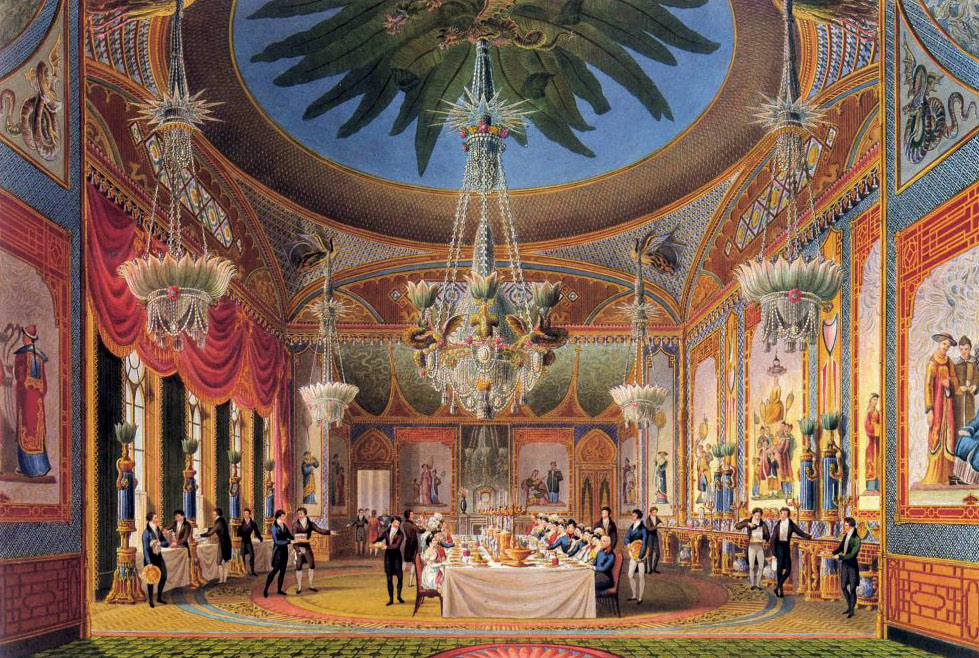
Банкетный зал Павильона в Брайтоне. Из альбома Джона Нэша